# 歌女红牡丹
《歌女红牡丹》为中国第一部有声电影，也是中国第一部蜡盘发音的有声影片。由张石川、程步高导演，洪深编剧，董克毅摄影。由明星公司和百代公司制作，明众公司发行。主要讲述了京剧名伶红牡丹，嫁了一个吃喝嫖赌、肆意挥霍的恶丈夫的故事。影片于1931年3月15日在上海新光大戏院公映，造成全国轰动。

## 背景
1927年第一部有声影片《爵士乐歌星》上映获得巨大成功。有声电影的时代到来已是大势所趋。所以明星公司抢占了先机，推出有声影片《歌女红牡丹》，并且明星公司老板也圆了他儿时的梦想。

## 演員
- 胡蝶  饰演  红牡丹
- 王献斋  饰演  陈发祥
- 夏佩珍  饰演  金姑娘
- 龚稼农  饰演  姜禹丞

## 拍摄过程
由于技术和资金上的限制，只能采用蜡盘发音的方法。摄制时，既要使演员的动作、口型和声音吻合，又要照顾到影院的音响效果，还要避免一切杂音，困难重重。张石川回忆说：“前后失败了有4次之多，到第5次才算大功告成。那4次失败的时候，我们全体同志，有时真急得要哭出来，有时真急得走投无路，真是吃了千辛万苦。”
拍摄《歌女红牡丹》，花费了近六个月的时间，打破了张石川拍片的纪录。期间，张石川制定了极为严格的纪律制度，无论是谁，一律不准迟到早退，无故请假。

## 影响
影片在上映后，造成全国轰动，影片不仅在全国各大城市引起轰动，也在南洋各地吸引了众多侨胞。上海远东公司、青年公司纷纷以高出默片10余倍的价格，高价购买该片在南洋的放映权。明星公司还特为该片出版了由周剑云编辑的《中国第一部有声影片歌女红牡丹》特刊。包含了演职员的照片及电影剧照30多幅，朱大可撰写的《歌女红牡丹》本事及洪深的《歌女红牡丹》对白剧本。还有主要演职人员评论介绍影片的文章，以及上海各报对该片的宣传。